# 10 listopada
10 listopada jest 314. (w latach przestępnych 315.) dniem w kalendarzu gregoriańskim. Do końca roku pozostaje 51 dni.

## Święta
- Imieniny obchodzą: Andrzej, Anian, Demetriusz, Florencja, Just, Leon, Leona, Lena, Ludomir, Monitor, Nimfa, Probus, Stefan, Tryfena i Uniebog.
- Francja – święto św. Monitora
- Panama – Rocznica Pierwszego Wołania o Niepodległość
- Romowie – Zniesienie Niewolnictwa
- Turcja – Dzień Pamięci Kemala Atatürka
- Stany Zjednoczone – Święto Korpusu Piechoty Morskiej
- Wspomnienia i święta w Kościele katolickim[1][2] obchodzą:
  - św. Andrzej Avellino (zm. 1608; włoski kapłan)
  - św. Leon Wielki (papież i doktor Kościoła)
  - św. Monitor (biskup Orleanu)

## Wydarzenia w Polsce

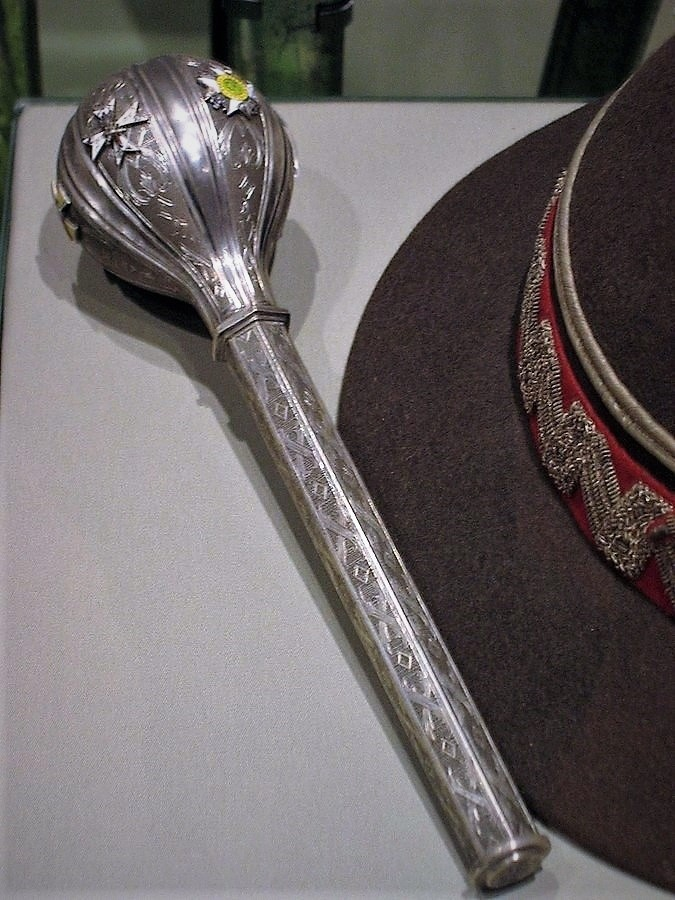
Buława marszałka Polski Edwarda Śmigłego-Rydza

- 1003 – W nocy z 10 na 11 listopada w klasztorze benedyktyńskim w Międzyrzeczu zamordowano Pięciu Braci Męczenników.
- 1292 – Zator w Małopolsce otrzymał prawa miejskie.
- 1430 – Wadowice otrzymały prawa miejskie.
- 1520 – Wojna pruska: posiłkujący Krzyżaków niemieccy landsknechci zakończyli trzydniowy ostrzał Gdańska z Biskupiej Górki.
- 1655 – IV wojna polsko-rosyjska: rozpoczęła się bitwa pod Jezierną.
- 1672 – Król Michał Korybut Wiśniowiecki podpisał w Lublinie akt konfederacji gołąbskiej.
- 1700 – Szlachta województw i powiatów Wielkiego Księstwa Litewskiego zawiązała konfederację olkienicką, skierowaną przeciwko magnackiej rodzinie Sapiehów.
- 1702 – Francuski poseł w Warszawie Charles de Caradas został aresztowany po tym jak przejęto jego listy do szwedzkiego ministra Carla Pipera i szwedzkiego stronnika Benedykta Sapiehy z zachętą do uderzenia na Saksonię.
- 1807 – Obszar tzw. Nowego Śląska został przyłączony do Księstwa Warszawskiego.
- 1814 – Zmarł Euzebiusz Słowacki Ojciec Wieszcza narodowego Juliusza Słowackiego
- 1847 – Teodor Andrault de Langeron został prezydentem Warszawy.
- 1864 – Gen. Jarosław Dąbrowski został skazany na 15 lat zesłania na Syberię.
- 1892 – W Łodzi otwarto nowy cmentarz żydowski.
- 1905 – Cesarz Mikołaj II Romanow wprowadził stan wojenny w Królestwie Polskim.
- 1910 – W kościele św. Mikołaja w Krakowie odbył się ślub Feliksa Dzierżyńskiego i Zofii Muszkat.
- 1918:
  - Austria zrzekła się Galicji na rzecz Polski.
  - Józef Piłsudski i Kazimierz Sosnkowski powrócili do Warszawy z więzienia w Magdeburgu.
  - Poprzedzające powstanie wielkopolskie wydarzenia tzw. Republiki Ostrowskiej.
- 1920 – Wojna polsko-bolszewicka: oddziały gen. Stanisława Bułak-Bałachowicza zdobyły Mozyrz.
- 1926 – PPS ogłosiła przejście do opozycji wobec rządów sanacji.
- 1927 – Premiera filmu Ziemia obiecana w reżyserii Aleksandra Hertza i Zbigniewa Gniazdowskiego.
- 1932 – Utworzono Archiwum Państwowe w Katowicach.
- 1934 – W Krakowie otwarto dzisiejszy Szpital Miejski Specjalistyczny im. Gabriela Narutowicza.
- 1936 – Edward Śmigły-Rydz otrzymał nominację na stopień marszałka Polski.
- 1937 – Premiera komedii filmowej Niedorajda w reżyserii Mieczysława Krawicza.
- 1939 – Na cmentarzu żydowskim w Koninie Niemcy rozstrzelali co najmniej 56 mieszkańców miasta i okolicznych miejscowości.
- 1941 – Oddziały niemieckie i ukraińskie dokonały masakry około 1500 Żydów z getta w Kostopolu na Wołyniu.
- 1945 – Powstał Centralny Urząd Planowania.
- 1947:
  - Przed Sądem Okręgowym w Gdańsku zakończył się III proces załogi Stutthoffu.
  - Zainaugurowała działalność Filharmonia Poznańska im. Tadeusza Szeligowskiego.
- 1950:
  - Gen. bryg. August Emil Fieldorf został aresztowany w Łodzi przez funkcjonariuszy MBP.
  - Utworzono Archiwum Państwowe w Białymstoku.
- 1974 – Premiera filmu Złoto w reżyserii Sylwestra Szyszko.
- 1979 – Sąd Wojewódzki w Tarnobrzegu z siedzibą w Sandomierzu skazał na karę śmierci Jana Sojdę, Józefa Adasia, Jerzego Sochę i Stanisława Kulpińskiego, oskarżonych o zamordowanie 25 grudnia 1976 roku 18-letniej, ciężarnej Krystyny Łukoszek, jej męża Stanisława i 12-letniego brata Mieczysława Kality, wracających do domu po pasterce w Połańcu.
- 1980 – Zarejestrowano NSZZ „Solidarność”.
- 1981 – Założono narodowo-radykalną organizację Narodowe Odrodzenie Polski.
- 1997 – Wisława Szymborska otrzymała tytuł Honorowego Obywatela Miasta Krakowa.
- 2000:
  - Miasto Sulejówek przekazało dworek „Milusin” Fundacji Rodziny Józefa Piłsudskiego.
  - Sformowano Reprezentacyjny Szwadron Kawalerii Wojska Polskiego.
- 2002 – Odbyła się II tura wyborów samorządowych.
- 2003 – Irena Sendlerowa została odznaczona Orderem Orła Białego.
- 2004:
  - PKO BP zadebiutował na Giełdzie Papierów Wartościowych w Warszawie.
  - Polska przejęła półroczne przewodnictwo w Radzie Europy.
- 2005:
  - Rosja wprowadziła embargo na import polskich produktów mięsnych.
  - Sejm RP wyraził wotum zaufania dla rządu Kazimierza Marcinkiewicza.
- 2006:
  - Weszła w życie ustawa ustanawiająca Order Krzyża Wojskowego.
  - W Warszawie odsłonięto pomnik Romana Dmowskiego.
- 2008 – W Krakowie odsłonięto pomnik Józefa Piłsudskiego.
- 2018 – Na placu marsz. Józefa Piłsudskiego w Warszawie odsłonięto pomnik Lecha Kaczyńskiego.

## Wydarzenia na świecie
- 911 – Konrad I został królem Niemiec.
- 1202 – Rozpoczęło się oblężenie Zadaru przez krzyżowców IV krucjaty. Po raz pierwszy krzyżowcy zaatakowali katolickie miasto.
- 1444 – Klęska wojsk chrześcijańskich pod Warną w bitwie z Turkami. W walce zginął król Polski i Węgier Władysław III Warneńczyk.
- 1567 – Wojny religijne hugenockie: zwycięstwo katolików nad hugenotami w bitwie pod Saint-Denis.
- 1619 – Francuski filozof, matematyk i fizyk Kartezjusz miał w oberży pod Ulm serię trzech proroczych snów na temat dalszego rozwoju nauki.
- 1674 – Na mocy traktatu westminsterskiego Holandia odstąpiła Anglii Nową Holandię w Ameryce Północnej.
- 1766 – Założono Uniwersytet Rutgersa posiadający kampusy w miastach: New Brunswick, Camden i Newark w amerykańskim stanie New Jersey.
- 1775 – Powołano Korpus Piechoty Morskiej Stanów Zjednoczonych.
- 1793 – Rewolucja francuska: w katedrze Notre-Dame w Paryżu zostało zorganizowane pierwsze „Święto Rozumu”.
- 1808 – Wojny napoleońskie w Hiszpanii i Portugalii: zwycięstwo wojsk francuskich nad hiszpańskimi w bitwie pod Gamonal.
- 1813 – Wojny napoleońskie w Hiszpanii i Portugalii: zwycięstwo wojsk brytyjsko-hiszpańsko-portugalskich nad francuskimi w bitwie nad rzeką Nivelle.
- 1823 – Zdobycie Puerto Cabello przez powstańców w trakcie wojny o niepodległość Wenezueli.
- 1834 – Hugues Maret został premierem Francji.
- 1836 – Thomas Fasting został premierem Norwegii.
- 1847 – U południowych wybrzeży Irlandii zatonął brytyjski statek pasażerski „Stephen Whitney”, w wyniku czego zginęły 92 spośród 110 osób na pokładzie.
- 1849 – W Paryżu ukazało się ostatnie wydanie „Trybuny Ludów”, redagowanej i wydawanej przez Adama Mickiewicza.
- 1859 – Podpisano austriacko-francusko-sardyński traktat z Zurychu.
- 1861 – Schelto van Heemstra został premierem Holandii.
- 1865 – W Waszyngtonie został powieszony kapitan Henry Wirz, jeden z dwóch oficerów Armii Konfederacji sądzonych i skazanych na karę śmierci po zakończeniu wojny secesyjnej za zbrodnie wojenne, jakich miał się dopuścić pełniąc obowiązki komendanta obozu jenieckiego Camp Sumter w pobliżu Andersonville w stanie Georgia.
- 1871 – Henry Morton Stanley odnalazł w Afryce zaginionego odkrywcę i misjonarza Davida Livingstone’a.
- 1884 – Papież Leon XIII przywrócił archidiecezję kartagińską.
- 1901 – Na ulice wietnamskiego Hanoi wyjechały pierwsze tramwaje elektryczne.
- 1902 – Założono prywatny Uniwersytet Bocconiego w Mediolanie.
- 1908 – Zwodowano amerykański pancernik USS „North Dakota”.
- 1910 – Skonfliktowany z rodzinną 82-letni Lew Tołstoj opuścił potajemnie rodzinny majątek Jasna Polana pod Tułą. 20 listopada zmarł na zapalenie płuc na stacji kolejowej Astapowo w obwodzie lipieckim.
- 1912 – Polskie organizacje polityczne działające w Galicji powołały w Wiedniu Komisję Tymczasową Skonfederowanych Stronnictw Niepodległościowych (KTSSN).
- 1914 – I wojna światowa:
  - W czasie I bitwy pod Ypres doszło do masakry około 2 tysięcy niemieckich ochotników, głównie uczniów i studentów, skierowanych do ataku na zajmowane przez Brytyjczyków wzgórze (tzw. Kindermord).
  - Wszedł do służby brytyjski pancernik HMS „Emperor of India”.
- 1918:
  - Obalony cesarz Niemiec Wilhelm II Hohenzollern udał się na wygnanie do Holandii.
  - Powstała Alzacka Republika Rad, zlikwidowana po 12 dniach przez armię francuską.
- 1926 – Założono Ukraiński Instytut Naukowy w Berlinie.
- 1928:
  - Hirohito został koronowany na cesarza Japonii.
  - Iuliu Maniu został premierem Rumunii.
- 1931 – Odbyła się 4. ceremonia wręczenia Oscarów.
- 1937:
  - Prezydent Brazylii Getúlio Vargas unieważnił konstytucję z 1934 roku i ustanowił tzw. „Nowe Państwo” („Estado Novo”) z sobą jako dyktatorem.
  - W gruzińskim Gori otwarto Muzeum Józefa Stalina.
- 1940:
  - Do Białego Domu trafił terier szkocki o imieniu Fala, ulubiony pies prezydenta USA Franklina Delano Roosevelta.
  - Około tysiąca osób zginęło w trzęsieniu ziemi w Rumunii.
- 1942:
  - Niemcy zajęli południową część Francji pod rządami Vichy po tym, jak admirał François Darlan zgodził się na zawieszenie broni z aliantami, po rozpoczęciu przez nich desantu w Afryce Północnej.
  - Winston Churchill wypowiedział słynne słowa dotyczące zwycięskiej II bitwy pod El Alamein: „To nie jest koniec. To nie jest nawet początek końca. Ale to jest, być może, koniec początku”.
  - W Khánaqín w Iraku rozpoczęto formowanie 8. Pułku Artylerii Przeciwlotniczej Ciężkiej, wchodzącego w skład Armii Polskiej na Wschodzie.
  - Wojna na Pacyfiku: amerykański niszczyciel USS „Southard” zatopił u wybrzeży wyspy San Cristobal (obecnie Makita) w archipelagu Wysp Salomona japoński okręt podwodny I-15 wraz z całą, 91-osobową załogą.
- 1943 – Zgilotynowano czterech męczenników z Lubeki.
- 1944:
  - Utworzono Królewskie Norweskie Siły Powietrzne.
  - Wojna na Pacyfiku: 372 osoby zginęły, a 371 zostało rannych w wyniku eksplozji na statku zaopatrzeniowym USS „Mount Hood” u wybrzeży Wysp Admiralicji.
- 1946 – Około 1400 osób zginęło w trzęsieniu ziemi w peruwiańskim regionie Ancash.
- 1949:
  - Dokonano oblotu amerykańskiego śmigłowca transportowego Sikorsky H-19 Chickasaw.
  - W Bukareszcie uruchomiono pierwszą linię trolejbusową.
- 1951 – Premiera włoskiego dramatu wojennego Achtung! Banditi! w reżyserii Carla Lizzaniego.
- 1952 – Norweg Trygve Lie zrezygnował z funkcji sekretarza generalnego ONZ.
- 1953 – W Ankarze w 15. rocznicę śmierci otwarto Anıtkabir – mauzoleum założyciela republiki Mustafy Kemala Atatürka.
- 1956 – Stłumiono powstanie węgierskie.
- 1958:
  - Amerykański jubiler Harry Winston podarował waszyngtońskiej Smithsonian Institution diament Hope.
  - Przyjęto flagę Gwinei.
- 1959:
  - Brytyjczyk Alastair Pilkington uzyskał patent na proces produkcji szkła płaskiego (szyb) zwany float.
  - Holenderka Corine Rottschafer zdobyła w Londynie tytuł Miss World.
- 1960 – Hamani Diori został pierwszym prezydentem Nigru.
- 1966 – Jack Lynch został premierem Irlandii.
- 1969 – Wyemitowano premierowe wydanie amerykańskiego telewizyjnego programu dla dzieci Ulica Sezamkowa.
- 1971:
  - 69 osób zginęło w katastrofie należącego do indonezyjskich linii lotniczych Merpati Nusantara Airlines samolotu Vickers Viscount na Filipinach.
  - Brazylijka Lúcia Petterle zdobyła w Londynie tytuł Miss World.
  - Czerwoni Khmerzy zaatakowali port lotniczy w stolicy Kambodży Phnom Penh, zabijając 44 i raniąc 30 osób oraz niszcząc 9 samolotów.
- 1972 – W Japonii utworzono Park Narodowy Ashizuri-Uwakai.
- 1974 – W Berlinie Zachodnim został zamordowany przez terrorystów z Frakcji Czerwonej Armii prezes miejscowego sądu Günter von Drenkmann.
- 1975:
  - Południowoafrykańska wojna graniczna: stoczono bitwę pod Quifangondo.
  - Przyjęto rezolucję rezolucję 3379 stwierdzającą, że syjonizm jest formą rasizmu (w 1991 roku została uchylona).
  - W Osimo Włochy i Jugosławia zawarły traktat graniczny.
- 1977 – W Wielkiej Brytanii dokonano pierwszego udanego zapłodnienia in vitro, w wyniku którego jako pierwsze „dziecko z probówki” urodziła się Louise Brown.
- 1980 – Przywódca NRD Erich Honecker przybył do Austrii, rozpoczynając swą pierwszą wizytę w kraju niekomunistycznym.
- 1982:
  - Dokonano oblotu radzieckiego śmigłowca szturmowego Mi-28.
  - Na Dnieprze w Dniepropetrowsku (obecnie Dnipro) otwarto Most Kajdacki.
- 1985 – Podczas ulewnego deszczu wody słonego jeziora przelały się przez wał ochronny i zaczęły zatapiać pobliską miejscowość Villa Epecuén w argentyńskiej prowincji Buenos Aires, co zmusiło mieszkańców do ewakuacji i doprowadziło do jej całkowitego zatopienia.
- 1986 – Atif Sidki został premierem Egiptu.
- 1989 – Rozpoczęły się demokratyczne przemiany w Bułgarii: odszedł komunistyczny lider Todor Żiwkow, zastąpiony przez Petyra Mładenowa, a Bułgarska Partia Komunistyczna zmieniła nazwę na Bułgarska Partia Socjalistyczna.
- 1990:
  - Chandra Shekhar został premierem Indii.
  - Premiera komedii filmowej Kevin sam w domu w reżyserii Chrisa Columbusa.
- 1992 – Premiera telefonu komórkowego Nokia 1011.
- 1994 – Chandrika Kumaratunga wygrała wybory prezydenckie na Sri Lance.
- 1995 – W Nigerii powieszono skazanego na karę śmierci opozycyjnego pisarza Kena Saro-Wiwę i 8 innych bojowników o prawa mniejszości etnicznych.
- 1997 – Na Białorusi organizacje opozycyjne ogłosiły tzw. Kartę'97.
- 1999 – Powstała Światowa Agencja Antydopingowa.
- 2005 – Oddano do użytku Wielki Teleskop Południowoafrykański.
- 2007 – Na szczycie iberoamerykańskim w stolicy Chile Santiago, pomiędzy królem Hiszpanii Janem Karolem I a prezydentem Wenezueli Hugo Chávezem doszło do słownego incydentu ¿Por qué no te callas? (Może byś tak się zamknął?)
- 2009:
  - Co najmniej 32 osoby zginęły w samobójczym zamachu bombowym w pakistańskim mieście Charsadda.
  - Południowokoreańska marynarka wojenna zniszczyła północnokoreańską łódź patrolową, która wtargnęła na wody terytorialne Południa. Zginął jeden członek załogi, trzech zostało rannych (Incydent na Morzu Żółtym).
  - W zakładzie karnym w stanie Wirginia wykonano wyrok śmierci na seryjnym mordercy Johnie Allenie Muhammadzie („Snajperze z Waszyngtonu”).
- 2011:
  - Frederick Pitcher został prezydentem Nauru.
  - Premier Grecji Jorgos Papandreu podał swój rząd do dymisji.
- 2012 – Papież Benedykt XVI powołał Papieską Akademię Języka Łacińskiego.
- 2013 – Wojna domowa w Syrii: wojska rządowe odzyskały kontrolę nad strategiczną bazą 80. leżącą przy międzynarodowym porcie lotniczym w Aleppo.
- 2014 – 48 osób zginęło, a 79 zostało rannych w zamachu bombowym na szkołę w mieście Potiskum w północnej Nigerii.
- 2019 – Oskarżany przez opozycję o sfałszowanie wyborów prezydenckich z 20 października prezydent Boliwii Evo Morales ustąpił ze stanowiska.

## Eksploracja kosmosu
- 1966 – Amerykańska sonda Lunar Orbiter 2 weszła na orbitę Księżyca.
- 1967 – Amerykańska sonda Surveyor 6 wylądowała na Księżycu.
- 1968 – Wystrzelono radziecką sondę księżycową Zond 6.
- 1970 – Wystrzelono radziecką sondę księżycową Łuna 17.

## Urodzili się
- 1341 – Henry Percy, angielski arystokrata, polityk (zm. 1408)
- 1433 – Karol Śmiały, książę Burgundii (zm. 1477)
- 1483 – Marcin Luter, niemiecki teolog, przywódca reformacji (zm. 1546)
- 1489 – Henryk II Młodszy, książę Brunszwiku-Wolfenbüttel (zm. 1568)
- 1490 – Jan Pokojowy, książę Jülich, książę Bergu i hrabia Ravensbergu, książę Kleve i hrabia Mark (jako Jan III) (zm. 1539)
- 1493 – (lub 1494) Paracelsus, niemiecki lekarz, przyrodnik (zm. 1541)
- 1567 – Robert Devereux, angielski możnowładca, dowódca wojskowy (zm. 1601)
- 1577 – Jacob Cats, holenderski polityk (zm. 1660)
- 1584 – Katarzyna Wazówna, księżniczka szwedzka, hrabina palatynatowa i księżna Palatynatu Zweibrücken-Kleeburg (zm. 1638)
- 1668:
  - François Couperin, francuski kompozytor (zm. 1733)1976
  - Ludwik III, książę de Condé (zm. 1710)
- 1683 – Jerzy II Hanowerski, król Wielkiej Brytanii, elektor Hanoweru (zm. 1760)
- 1691 – Wilhelm Henryk, książę Saksonii-Eisenach (zm. 1741)
- 1697 – William Hogarth, brytyjski malarz (zm. 1764)
- 1710 – Adam Gottlob Moltke, duński polityk, dyplomata (zm. 1792)
- 1720 – Honoriusz III Grimaldi, książę Monako (zm. 1795)
- 1728 – Oliver Goldsmith, irlandzki lekarz, pisarz (zm. 1774)
- 1740 – Maria Kunegunda Wettyn, królewna polska, księżniczka saska (zm. 1826)
- 1743 – Wojciech Józef Skarszewski, polski duchowny katolicki, biskup chełmski i lubelski, arcybiskup metropolita warszawski i prymas Królestwa Polskiego, pisarz wielki koronny, podkanclerzy koronny (zm. 1827)
- 1749:
  - Scipione Piattoli, włoski duchowny katolicki (zm. 1809)
  - Maciej Radziwiłł, polski polityk, kompozytor (zm. 1800)
- 1752 – Wilhelm Wittelsbach, hrabia palatyn Palatynatu-Gelnhausen, książę w Bawarii (zm. 1837)
- 1753 – Josiah Harmar, amerykański generał (zm. 1813)
- 1755 – Philip Stanhope, brytyjski arystokrata, polityk, dyplomata (zm. 1815)
- 1759:
  - Grigorij Razumowski, ukraiński szlachcic, filozof polityczny, botanik, zoolog, geolog (zm. 1837)
  - Friedrich Schiller, niemiecki poeta, dramaturg, filozof, historyk, estetyk, teoretyk teatru (zm. 1805)
- 1764 – Andrés Manuel del Río, hiszpański mineralog (zm. 1849)
- 1765 – Stanisław Węgrzecki, polski prawnik, polityk, prezydent Warszawy (zm. 1845)
- 1779 – Anna Maria Javouhey, francuska zakonnica, błogosławiona (zm. 1851)
- 1784 – Franco Andrea Bonelli, włoski ornitolog, entomolog (zm. 1830)
- 1792 – Samuel Nelson, amerykański prawnik, polityk (zm. 1873)
- 1799 – Wilhelm Baum, niemiecki chirurg (zm. 1883)
- 1800 – Anton von Doblhoff-Dier, austriacki polityk, premier Cesarstwa Austriackiego (zm. 1872)
- 1801 – Władimir Dal, rosyjski pisarz, leksykograf (zm. 1872)
- 1802 – Walenty Nasierowski, polski kapitan, uczestnik powstania listopadowego, emigrant (zm. 1888)
- 1804 – Edmund Kraiński, polski ziemianin, kapitan, uczestnik powstania listopadowego, polityk (zm. 1887)
- 1805 – Louis-Martin Porchez, francuski duchowny katolicki, biskup Martyniki (zm. 1860)
- 1806 – Alexander Milne, brytyjski arystokrata, admirał (zm. 1896)
- 1807 – Robert Blum, niemiecki działacz i pisarz polityczny, radykalny demokrata, poeta (zm. 1848)
- 1810 – Leopold Rzykowski, polski inżynier wojskowy, austriacki marszałek polny porucznik (zm. 1867)
- 1811 – Robert B. Dickey, kanadyjski polityk, dyplomata (zm. 1903)
- 1813 – Aleksander August Kremer, polski lekarz, działacz społeczny (zm. 1880)
- 1819 – Heinrich Denzinger, niemiecki teolog katolicki (zm. 1883)
- 1821 – Johan Martin Jacob af Tengström, fiński przyrodnik, entomolog (zm. 1890)
- 1825:
  - Henry William Hoffman, amerykański prawnik, polityk (zm. 1895)
  - Johann Jakob Scherer, szwajcarski polityk, prezydent Szwajcarii (zm. 1878)
- 1829:
  - Elwin Bruno Christoffel, niemiecki matematyk (zm. 1900)
  - Rudolf Okręt, polski kupiec, księgarz, wydawca, publicysta pochodzenia żydowskiego (zm. 1906)
- 1832 – Edward Newton, brytyjski zoolog, polityk (zm. 1897)
- 1841 – Stanisław Ciuchciński, polski rzemieślnik, polityk, prezydent Lwowa (zm. 1912)
- 1842 – Martin Kirschner, niemiecki polityk, burmistrz Berlina (zm. 1912)
- 1843 – Ludwig Georg Courvoisier, szwajcarski chirurg (zm. 1918)
- 1845 – John Thompson, kanadyjski polityk, premier Kanady (zm. 1894)
- 1846:
  - Bronisław Chlebowski, polski historyk literatury, encyklopedysta (zm. 1918)
  - Martin Wegelius, fiński kompozytor, muzykolog (zm. 1906)
- 1847 – Josef Krihl, czeski duchowny katolicki, pedagog, historyk, kronikarz (zm. 1916)
- 1851 – Józef Maria de Yermo y Parres, meksykański duchowny katolicki, święty (zm. 1904)
- 1852:
  - Henry van Dyke, amerykański pastor, pisarz, pedagog (zm. 1933)
  - Jan Liszewski, polski nauczyciel, poeta, etnograf, dziennikarz, warmiński działacz polityczny i społeczny (zm. 1894)
  - Edward Charles Spitzka, amerykański neurolog, neuroanatom, psychiatra (zm. 1914)
- 1855:
  - Ailwyn Fellowes, brytyjski polityk (zm. 1924)
  - Kirion II, Katolikos-patriarcha całej Gruzji (zm. 1918)
- 1858 – Henryk XXVII, ostatni książę Reuss–Gery (linii młodszej) (zm. 1928)
- 1859:
  - Alojzije Mišić, bośniacki duchowny katolicki, biskup mostarsko-duvnijski, administrator apostolski trebinjsko-mrkanski (zm. 1942)
  - Théophile-Alexandre Steinlen, francuski rysownik, malarz, grafik pochodzenia szwajcarskiego (zm. 1923)
- 1860 – August Cramer, szwajcarsko-niemiecki neurolog, psychiatra (zm. 1912)
- 1861:
  - Édouard Dujardin, francuski pisarz, krytyk literacki (zm. 1949)
  - Robert Innes, południowoafrykański astronom pochodzenia szkockiego (zm. 1933)
  - Amy Levy, brytyjska poetka, pisarka, eseistka pochodzenia żydowskiego (zm. 1889)
- 1862 – Adolf Wallenberg, niemiecki neurolog, neuroanatom (zm. 1949)
- 1864 – Stanisław Barącz, polski poeta, tłumacz (zm. 1936)
- 1865 – Władysław Umiński, polski pisarz science fiction (zm. 1954)
- 1868 – Gichin Funakoshi, japoński mistrz karate (zm. 1957)
- 1869:
  - Gaetano Bresci, włoski illegalista, zamachowiec (zm. 1901)
  - Léon Brunschvicg, francuski filozof (zm. 1944)
- 1870 – Karol Tankred Burbon-Sycylijski, hiszpański arystokrata, wojskowy (zm. 1949)
- 1872 – Michał Borowski, polski kontradmirał (zm. 1939)
- 1874 – Donald Baxter MacMillan, amerykański żeglarz, podróżnik, badacz polarny (zm. 1970)
- 1875 – Hansi Niese, austriacka aktorka (zm. 1934)
- 1878 – Jorge Ubico, gwatemalski generał, polityk, prezydent Gwatemali (zm. 1946)
- 1879 – Patrick Pearse, irlandzki nauczyciel, adwokat, poeta, polityk, przywódca powstania wielkanocnego (zm. 1916)
- 1880 – Jacob Epstein, brytyjski rzeźbiarz, malarz, grafik pochodzenia żydowskiego (zm. 1959)
- 1882:
  - Luna Drexlerówna, polska rzeźbiarka, malarka (zm. 1933)
  - Antoni Zawistowski, polski duchowny katolicki, męczennik, błogosławiony (zm. 1942)
- 1884 – Zofia Nałkowska, polska pisarka, dramatopisarka, publicystka, polityk, poseł do KRN i na Sejm PRL (zm. 1954)
- 1887 – Arnold Zweig, niemiecki pisarz (zm. 1968)
- 1888 – Andriej Tupolew, radziecki generał, konstruktor samolotów (zm. 1972)
- 1889 – Claude Rains, brytyjski aktor (zm. 1967)
- 1890 – Gastone Gambara, włoski generał porucznik (zm. 1962)
- 1891:
  - Andrzej Hałaciński, polski podpułkownik piechoty, urzędnik, notariusz, dyplomata, poeta (zm. 1940)
  - Carl Stalling, amerykański kompozytor (zm. 1972)
- 1892:
  - Frank A. Barrett, amerykański prawnik, polityk, senator (zm. 1962)
  - John Olin, amerykański przedsiębiorca, chemik, wynalazca (zm. 1982)
- 1893:
  - Stanisław Błaszkowiak, polski specjalista budowy mostów (zm. 1975)
  - Grigorij Maksimow, ukraiński anarchosyndykalista (zm. 1950)
  - John P. Marquand, amerykański pisarz (zm. 1960)
  - Karl Nag, norweski wioślarz (zm. 1975)
  - Teofil Orłowski, polski fotograf, fotochemik, publicysta (zm. 1945)
- 1894:
  - Janina Hurynowicz, neurofizjolog, neurolog, psychiatra (zm. 1967)
  - Gieorgij Iwanow, rosyjski poeta (zm. 1958)
  - Nikołaj Rudniew, rosyjski rewolucjonista, bolszewik (zm. 1918)
- 1895:
  - Rudolf Matthaei, niemiecki pilot wojskowy, as myśliwski (zm. 1918)
  - Mabel Normand, amerykańska aktorka (zm. 1930)
- 1896 – Heinz Prüfer, niemiecki matematyk, wykładowca akademicki pochodzenia żydowskiego (zm. 1934)
- 1897:
  - Grané, brazylijski piłkarz (zm. 1985)
  - Hans Sylvester, austriacki agronom, polityk (zm. 1939)
- 1898 – Tadeusz Kudliński, polski pisarz, teatrolog (zm. 1990)
- 1899:
  - Stiepan Arżakow, jakucki i radziecki polityk (zm. 1942)
  - Adolf Heidrich, polski podporucznik rezerwy, instruktor harcerski, działacz niepodległościowy, ekonomista (zm. 1983)
- 1900 – Jan Gryczman, polski major (zm. 1985)
- 1901:
  - Alfons Karny, polski rzeźbiarz, portrecista (zm. 1989)
  - Lisette Model, amerykańska fotograf pochodzenia żydowskiego (zm. 1983)
- 1902:
  - Erast Garin, rosyjski aktor, reżyser i scenarzysta filmowy (zm. 1980)
  - Salomon Jaszuński, polski językoznawca, publicysta, działacz komunistyczny pochodzenia żydowskiego (zm. 1938)
  - Záviš Kalandra, czeski historyk i teoretyk literatury, publicysta (zm. 1950)
  - Stefan Listowski, polski architekt (zm. 1987)
  - Antonio María Valencia, kolumbijski pianista, kompozytor, pedagog (zm. 1952)
  - Nordahl Wallem, norweski żeglarz sportowy (zm. 1972)
- 1903:
  - Giuseppe Galluzzi, włoski piłkarz, trener (zm. 1973)
  - Lars Theodor Jonsson, szwedzki biegacz narciarski (zm. 1998)
- 1904:
  - André Raynaud, francuski kolarz torowy i szosowy (zm. 1937)
  - Feliks Więcek, polski kolarz szosowy (zm. 1978)
- 1905:
  - Kurt Eggers, niemiecki prozaik, poeta, żołnierz (zm. 1943)
  - Franciszek Jastrzębski, polski porucznik pilot (zm. 1940)
  - Mieczysław Mierzejewski, polski kompozytor, dyrygent (zm. 1998)
- 1906 – Balthasar Niederkofler, austriacki biegacz narciarski (zm. 1989)
- 1907:
  - Jane Froman, amerykańska aktorka, piosenkarka (zm. 1980)
  - Bernard Ormanowski, polski wioślarz (zm. 1984)
- 1908 – Kenkichi Ōshima, japoński lekkoatleta, trójskoczek (zm. 1985)
- 1909:
  - Paweł Jasienica, polski oficer AK, pisarz historyczny, eseista, publicysta (zm. 1970)
  - Endre Nemes, szwedzki artysta wizualny (zm. 1985)
- 1910:
  - Salvador Contreras, meksykański kompozytor, skrzypek, dyrygent, pedagog (zm. 1982)
  - Raoul Diagne, francuski piłkarz, trener (zm. 2002)
  - Kurman Dijarow, kazachski i radziecki polityk (zm. 1970)
  - Ernesto Duchini, argentyński piłkarz, trener (zm. 2006)
  - Henk Pellikaan, holenderski piłkarz (zm. 1999)
  - Andrzej Rudziński, polski grafik, wykładowca akademicki (zm. 1980)
- 1911:
  - Harry Andrews, brytyjski aktor (zm. 1989)
  - Karol Dejna, polski językoznawca, slawista, wykładowca akademicki (zm. 2004)
  - Anton Perwein, austriacki piłkarz ręczny (zm. 1981)
- 1912:
  - Sándor Barcs, węgierski działacz sportowy (zm. 2010)
  - Antoni Pospieszalski, polski filozof, dziennikarz, cichociemny (zm. 2008)
- 1913:
  - Álvaro Cunhal, portugalski działacz komunistyczny (zm. 2005)
  - Artur Woźniak, polski piłkarz (zm. 1991)
- 1914:
  - Edmund Conen, niemiecki piłkarz, trener (zm. 1990)
  - Albert Guinchard, szwajcarski piłkarz (zm. 1971)
  - Stanisław Potapczuk, polski urzędnik państwowy, podpułkownik (zm. 2004)
  - Julian Sztatler, polski piosenkarz, pianista (zm. 1964)
- 1915:
  - Torcuato Fernández-Miranda, hiszpański porucznik, polityk (zm. 1980)
  - Oskar Liszka, polski neurochirurg (zm. 1966)
- 1918:
  - Ernst Fischer, niemiecki chemik, laureat Nagrody Nobla (zm. 2007)
  - Marita Lindquist, fińska pisarka (zm. 2016)
- 1919:
  - George Fenneman, amerykański spiker radiowy i telewizyjny (zm. 1997)
  - Michaił Kałasznikow, rosyjski generał, konstruktor broni strzeleckiej (zm. 2013)
  - François Périer, francuski aktor (zm. 2002)
- 1920:
  - Petyr Boczew, bułgarski pilot wojskowy, as myśliwski (zm. 1945)
  - Stanisław Jastrzębski, polski podpułkownik, inżynier, żołnierz batalionu „Parasol” AK, uczestnik powstania warszawskiego (zm. 2000)
  - Eugeniusz Koecher, polski podharcmistrz, porucznik AK, uczestnik powstania warszawskiego (zm. 1944)
- 1921:
  - Władysław Kandefer, polski rzeźbiarz, malarz (zm. 2016)
  - Stanisław Andrzej Moskal, polski chemik rolny, wykładowca akademicki (zm. 2008)
  - Bernard Santona, francuski lekkoatleta, sprinter (zm. 1978)
  - Alfred Zaręba, polski językoznawca, slawista, polonista, dialektolog, wykładowca akademicki (zm. 1988)
- 1922:
  - Stanisław Bala, polski operator filmowy (zm. 2013)
  - Irena Poznańska, polska dziennikarka (zm. 2020)
- 1923 – Óscar González, urugwajski kierowca wyścigowy (zm. 2006)
- 1924:
  - Klaus Baess, duński żeglarz sportowy (zm. 2018)
  - Russell Johnson, amerykański aktor (zm. 2014)
  - Danuta Kaczyńska, polska dziennikarka, pisarka, sanitariuszka batalionu „Parasol”, uczestniczka powstania warszawskiego (zm. 2001)
  - Janina Pawliszewska, polska lekarka, Sprawiedliwa wśród Narodów Świata (zm. 2010)
  - Stanisław Szostak, polski kapitan AK
  - Tsai Wan-lin, tajwański finansista (zm. 2004)
- 1925:
  - Richard Burton, brytyjski aktor (zm. 1984)
  - Tadeusz Dziekan, polski generał brygady (zm. 1984)
  - Minułła Gizatulin, radziecki żołnierz (zm. 1993)
  - Zygmunt Holcer, polski mikrobiolog, kolekcjoner oraz badacz skamieniałości i minerałów, fotografik, historyk amator, działacz społeczny (zm. 2004)
  - Stanisław Kielich, polski fizyk, wykładowca akademicki (zm. 1993)
  - René Mart, luksemburski samorządowiec, polityk, eurodeputowany (zm. 1990)
- 1926:
  - Stanisław Karpiel, polski architekt, skoczek narciarski (zm. 2019)
  - Eugenia Łoch, polska filolog, polityk, poseł na Sejm PRL (zm. 2019)
  - Zdzisław Pawlak, polski matematyk, informatyk, wykładowca akademicki (zm. 2006)
  - Jacques Rozier, francuski reżyser i scenarzysta filmowy (zm. 2023)
- 1927:
  - Andrzej Zdzisław Bzdęga, polski językoznawca, germanista, wykładowca akademicki (zm. 2003)
  - Edmund Fetting, polski aktor, wokalista (zm. 2001)
  - Leszek Sadowski, polski bokser (zm. 2014)
  - Pierre Trần Thanh Chung, wietnamski duchowny katolicki, biskup Kon Tum (zm. 2023)
- 1928:
  - Stanisław Gawlik, polski historyk, pedagog (zm. 2010)
  - Adam Łopatka, polski prawnik, polityk, pierwszy prezes Sądu Najwyższego (zm. 2003)
  - Ennio Morricone, włoski dyrygent, kompozytor muzyki filmowej (zm. 2020)
- 1929:
  - Tommy Banks, angielski piłkarz (zm. 2024)
  - W.E.B. Griffin, amerykański pisarz (zm. 2019)
  - Leon Kłonica, polski inżynier rolnik, polityk, poseł na Sejm PRL, minister rolnictwa (zm. 2025)
  - Ninón Sevilla, kubańska aktorka (zm. 2015)
- 1930:
  - Stanisława Białek, polska nauczycielka, polityk, poseł na Sejm PRL (zm. 1989)
  - Gene Conley, amerykański koszykarz (zm. 2017)
  - Jurij Kleszczow, rosyjski trener siatkarski (zm. 2005)
  - Michiya Mihashi, japoński piosenkarz (zm. 1996)
  - Ênio Rodrigues, brazylijski piłkarz (zm. 2001)
  - Jerzy Rosołowski, polski dziennikarz, lektor radiowy i telewizyjny (zm. 2001)
  - Josef Vinklář, czeski aktor (zm. 2007)
  - Richard M. Watt, amerykański pisarz, historyk, przedsiębiorca (zm. 2005)
  - Leszek Wiatrowski, polski historyk, wykładowca akademicki (zm. 1997)
  - Stanisław Żak, polski generał dywizji
- 1931:
  - Zbigniew Głowacki, polski polityk, poseł na Sejm PRL
  - Jerzy Sołdek, polski informatyk, profesor nauk technicznych (zm. 2024)
  - Andrzej Wyrobisz, polski historyk, wykładowca akademicki (zm. 2018)
- 1932:
  - Nikołaj Chłystow, rosyjski hokeista (zm. 1999)
  - Elżbieta Horowicz-Zborowska, polska malarka, dekoratorka wnętrz (zm. 2003)
  - Roy Scheider, amerykański aktor (zm. 2008)
  - Stanisław Torecki, polski profesor nauk technicznych (zm. 2019)
- 1933:
  - Aleksandr Biessmiertnych, radziecki dyplomata
  - Andrzej Brożek, polski ekonomista, historyk, wykładowca akademicki (zm. 1994)
  - Arthur Butz, amerykański elektrotechnik, wykładowca akademicki, negacjonista
  - Thomas Dupré, amerykański duchowny katolicki, biskup Springfield w Massachusetts (zm. 2016)
  - Ronald Evans, amerykański komandor US Navy, astronauta (zm. 1990)
  - Danuta Jośko-Żochowska, polska siatkarka (zm. 2021)
  - Dariusz Mączka, polski fizyk, wykładowca akademicki (zm. 2023)
  - Elias Phisoana Ramaema, lesotyjski wojskowy, polityk, tymczasowy premier Lesotho (zm. 2015)
- 1934:
  - Lucien Bianchi, belgijski kierowca wyścigowy pochodzenia włoskiego (zm. 1969)
  - Giovanni Ghiselli, włoski lekkoatleta, sprinter (zm. 1997)
  - Niko Gjyzari, albański bankowiec, polityk
  - Joanna Moore, amerykańska aktorka (zm. 1997)
  - Walter Garrison Runciman, brytyjski socjolog, wykładowca akademicki (zm. 2020)
  - Leszek Żuchowski, polski pianista, kompozytor muzyki teatralnej i filmowej (zm. 2018)
- 1935:
  - Igor Nowikow, rosyjski astrofizyk teoretyczny, kosmolog, wykładowca akademicki
  - Stellan Westerdahl, szwedzki żeglarz sportowy (zm. 2018)
- 1936:
  - Claudio Barrientos, chilijski bokser (zm. 1982)
  - Andrzej Bratkowski, polski publicysta, polityk, poseł na Sejm RP
  - Mumtaz Dhrami, albański rzeźbiarz
  - Tadeusz Kijonka, polski poeta, dziennikarz, polityk, poseł na Sejm RP (zm. 2017)
  - Erich Zielke, niemiecki judoka (zm. 2022)
- 1937:
  - Albert Hall, amerykański aktor
  - Maciej Marczewski, polski poeta, działacz społeczny i sportowy (zm. 2007)
  - Zdzisław Piernik, polski tubista-wirtuoz
  - Andrzej Szajewski, polski aktor, piosenkarz (zm. 1999)
  - Henryk Tchórzewski, polski internista, immunolog, wykładowca akademicki (zm. 2014)
  - Zdeněk Zikán, czeski piłkarz (zm. 2013)
- 1938:
  - Ogün Altıparmak, turecki piłkarz (zm. 2025)
  - Olivier de Berranger, francuski duchowny katolicki, biskup Saint-Denis (zm. 2017)
  - Iwan Gobozow, rosyjski filozof, wykładowca akademicki pochodzenia osetyjskiego (zm. 2021)
  - Jiří Gruša, czeski prozaik, poeta, polityk, dyplomata (zm. 2011)
  - Giuseppe Moretti, włoski duchowny katolicki, barnabita, superior misji „sui iuris” Afganistanu
  - Hermine Müller, niemiecka alpinistka (zm. 1978)
- 1939:
  - Hubert Laws, amerykański flecista jazzowy, kompozytor, aranżer
  - Russell Means, amerykański aktor, polityk, działacz na rzecz praw Indian (zm. 2012)
  - Jerzy Szmidt, polski aktor (zm. 1987)
  - Tadeusz Zajączkowski, polski chirurg-urolog, historyk medycyny (zm. 2023)
- 1940:
  - Ludmiła Murawjowa, rosyjska lekkoatleta, dyskobolka
  - Screaming Lord Sutch, brytyjski muzyk, piosenkarz (zm. 1999)
  - Dominique Saint-Pierre, francuski prawnik, polityk, eurodeputowany
  - Miodrag Todorčević, serbski szachista, trener
- 1941:
  - Kurt Axelsson, szwedzki piłkarz (zm. 1984)
  - Ryszard Długosz, polski zapaśnik
  - Géza Jeszenszky, węgierski historyk, polityk, dyplomata
- 1942:
  - Zoltán Cziffra, węgierski lekkoatleta, trójskoczek
  - Robert Engle, amerykański ekonomista, ekonometryk, laureat Nagrody Banku Szwecji im. Alfreda Nobla w dziedzinie ekonomii
  - Hans-Rudolf Merz, szwajcarski polityk, prezydent Szwajcarii
  - Keiichi Suzuki, japoński łyżwiarz szybki (zm. 2025)
- 1943:
  - Saxby Chambliss, amerykański polityk, senator
  - Livia Klausová, czeska ekonomistka, pierwsza dama, dyplomatka pochodzenia słowackiego
  - Czesław Sobociński, polski architekt (zm. 2019)
- 1944:
  - Askar Akajew, kirgiski polityk, prezydent Kirgistanu
  - Tim Rice, brytyjski poeta, autor tekstów piosenek i musicali
  - Krzysztof Wyrzykowski, polski dziennikarz i komentator sportowy
- 1945:
  - Terence Davies, brytyjski reżyser i scenarzysta filmowy (zm. 2023)
  - Mirosław Hrynkiewicz, polski pieśniarz, kompozytor, autor tekstów, architekt (zm. 2017)
  - Henryk Kostyra, polski biolog, technolog żywności i żywienia (zm. 2016)
  - Lew Rywin, polski aktor, producent filmowy pochodzenia żydowskiego
  - Thongloun Sisoulith, laotański polityk, premier Laosu
- 1946:
  - Roy Thomas Baker, brytyjski producent muzyczny (zm. 2025)
  - Fernando Antônio Brochini, brazylijski duchowny katolicki, biskup Jaboticabalu i Itumbiary (zm. 2024)
  - Jack Ketchum, amerykański pisarz (zm. 2018)
- 1947:
  - Baszir al-Dżumajjil, libański polityk, prezydent Libanu (zm. 1982)
  - Glen Buxton, amerykański gitarzysta, członek zespołu Alice Cooper (zm. 1997)
  - Marek Drążewski, polski reżyser, scenarzysta i montażysta filmowy
  - Greg Lake, brytyjski gitarzysta, wokalista, kompozytor, producent muzyczny, członek zespołów King Crimson i Emerson, Lake and Palmer (zm. 2016)
  - Dave Loggins, amerykański wokalista, kompozytor
  - Allee Willis, amerykańska piosenkarka, autorka tekstów (zm. 2019)
- 1948:
  - Vincent Schiavelli, amerykański aktor (zm. 2005)
  - Teresa Sukniewicz-Kleiber, polska lekkoatletka, płotkarka
  - Luciano Sušanj, chorwacki lekkoatleta, średniodystansowiec, trener, działacz sportowy, polityk (zm. 2024)
  - Andrzej Szmak, polski dziennikarz, felietonista
- 1949:
  - Mustafa Denizli, turecki piłkarz, trener
  - Wacław Martyniuk, polski związkowiec, polityk, poseł na Sejm RP
  - Andrzej Pałucki, polski samorządowiec, prezydent Włocławka
  - Joanna Solska, polska dziennikarka, publicystka
- 1950:
  - Jan Birkelund, norweski piłkarz (zm. 1983)
  - Debra Hill, amerykańska scenarzystka i producentka filmowa (zm. 2005)
  - Andrzej Jurczyński, polski żużlowiec, trener
  - Jan Klawiter, polski chemik, samorządowiec, polityk, burmistrz Rumi, poseł na Sejm RP
  - Casimiro López Llorente, hiszpański duchowny katolicki, biskup Segorbe-Castellón
  - Janusz Malinowski, polski dziennikarz, polityk, poseł na Sejm RP
  - Bob Orton, amerykański wrestler
  - Jack Scalia, amerykański aktor, producent telewizyjny i filmowy, model pochodzenia włoskiego
- 1951:
  - Aleksander Lasoń, polski pianista, kompozytor, dyrygent, pedagog
  - Danilo Medina, dominikański polityk, prezydent Dominikany
  - John Williamson, amerykański koszykarz (zm. 1996)
  - Aleksandr Winogradow, rosyjski kajakarz, kanadyjkarz
- 1952:
  - Marco Arnolfo, włoski duchowny katolicki, arcybiskup Vercelli
  - Marek Goliszewski, polski ekonomista, działacz gospodarczy, założyciel i prezes Business Centre Club (zm. 2022)
  - Bogdan Lis, polski działacz opozycji antykomunistycznej polityk, poseł na Sejm RP
  - Serapion, egipski duchowny Kościoła koptyjskiego, metropolita Los Angeles
  - Ben Villaflor, filipiński bokser
- 1953:
  - Roberto Ceruti, włoski kolarz szosowy
  - Maarit Hurmerinta, fińska piosenkarka
  - Giuseppe Pellegrini, włoski duchowny katolicki, biskup Concordii-Pordenone
- 1954:
  - Mario Cipollina, amerykański basista, członek zespołu Huey Lewis & the News
  - Binjamin Elon, izraelski polityk (zm. 2017)
  - Hartwig Gauder, niemiecki lekkoatleta, chodziarz (zm. 2020)
  - Juan Gómez González, hiszpański piłkarz (zm. 1992)
  - Jutta Kirst, niemiecka lekkoatletka, skoczkini wzwyż
- 1955:
  - Tadeusz Arkit, polski samorządowiec, polityk, poseł na Sejm RP
  - Roland Emmerich, niemiecki reżyser, scenarzysta i producent filmowy
  - Ken Holland, kanadyjski hokeista, bramkarz
  - Lech Nikolski, polski polityk, poseł na Sejm RP
  - Horacio Pagani, argentyński konstruktor samochodowy, przedsiębiorca
- 1956:
  - Scott Columbus, amerykański perkusista, członek zespołu Manowar (zm. 2011)
  - Matt Craven, kanadyjski aktor
  - Andrzej Kwaśnik, polski duchowny katolicki, kapelan Federacji Rodzin Katyńskich (zm. 2010)
  - Stephen Lee Bun Sang, chiński duchowny katolicki, biskup Makau
- 1957:
  - Metody (Kondratjew), rosyjski biskup prawosławny
  - Barbara Mamińska, polska urzędniczka państwowa, dyrektor Biura Kadr i Odznaczeń w Kancelarii Prezydenta RP (zm. 2010)
- 1958:
  - Stephen Herek, amerykański reżyser filmowy
  - Antoine Kambanda, rwandyjski duchowny katolicki, biskup Kibungo, kardynał
  - Hans-Uwe Pilz, niemiecki piłkarz
- 1959:
  - Magomied-Gasan Abuszew, rosyjski zapaśnik
  - Andrzej Iwan, polski piłkarz
  - Ronald Kreer, niemiecki piłkarz
  - Peter Nicholas, walijski piłkarz, trener
  - Mackenzie Phillips, amerykańska aktorka
  - Marthinus van Schalkwyk, południowoafrykański polityk
  - Andrzej Seremet, polski prawnik, sędzia, prokurator generalny
  - Mirosław Spychalski, polski pisarz, publicysta, autor filmów dokumentalnych
  - Barbara Zworska-Raziuk, polska plastyczka (zm. 2019)
- 1960:
  - Georg Fischer, niemiecki biathlonista, biegacz narciarski
  - Neil Gaiman, brytyjski pisarz, scenarzysta filmowy
  - Piotr Michnikowski, polski rzeźbiarz
- 1961:
  - Wojciech Borzuchowski, polski przedsiębiorca, polityk, poseł na Sejm RP
  - Agnieszka Lachowicz-Ochędalska, polska endokrynolog, wykładowczyni akademicka (zm. 2008)
  - Franco Navarro, peruwiański piłkarz, trener
  - Jari Nurminen, fiński kierowca wyścigowy
  - Andriej Zienkow, rosyjski biathlonista
- 1962:
  - Henryk Bem, polski żużlowiec
  - Cathy Boswell, amerykańska koszykarka, trenerka
  - Andrzej Orzechowski, polski ekonomista, samorządowiec, polityk, poseł na Sejm RP
  - Philippe Saisse, francuski klawiszowiec, kompozytor, producent muzyczny
- 1963:
  - Salim Ajjasz, libański terrorysta
  - Hugh Bonneville, brytyjski aktor
  - Wojciech Bosak, polski polityk, samorządowiec, wicemarszałek województwa małopolskiego
  - Sylvain Chomet, francuski reżyser filmów animowanych, twórca komiksów
  - Tanju Çolak, turecki piłkarz, trener
  - Natalija Herman, ukraińska lekkoatletka, sprinterka
  - Michaił Jefriemow, rosyjski aktor
  - Mike Powell, amerykański lekkoatleta, skoczek w dal
  - Grzegorz Suchodolski, polski biskup katolicki, biskup pomocniczy siedlecki
- 1964:
  - Héctor Campana, argentyński koszykarz
  - Michał Gębura, polski piłkarz
  - Darla Haun, amerykańska aktorka, prezenterka telewizyjna, modelka
  - Kenny Rogers, amerykański baseballista
  - Magnús Scheving, islandzki gimnastyk, przedsiębiorca, prezenter telewizyjny
- 1965:
  - Jonas Åkerlund, szwedzki reżyser teledysków
  - Heiko Antoniewicz, niemiecki kucharz
  - Luigi Roberto Cona, włoski duchowny katolicki, nuncjusz apostolski
  - Michaela Gerg, niemiecka narciarka alpejska
  - Gary Holmes, kanadyjski zapaśnik
  - Eddie Irvine, brytyjski kierowca wyścigowy
- 1966:
  - Vanessa Angel, brytyjska modelka, aktorka
  - Iwan Bałoha, ukraiński przedsiębiorca, samorządowiec, polityk
  - Rémy Belvaux, belgijski aktor, reżyser, scenarzysta i producent filmowy (zm. 2006)
  - Krzysztof Chojniak, polski inżynier elektryk, samorządowiec, prezydent Piotrkowa Trybunalskiego
  - József Csák, węgierski judoka
  - Andrzej Głąb, polski zapaśnik
- 1967:
  - Terry Butler, amerykański basista, członek zespołu Obituary
  - Athena Massey, amerykańska aktorka
  - Andreas Scholl, niemiecki śpiewak operowy (kontratenor)
  - Andrew Vowles, brytyjski didżej, wokalista, członek zespołu Massive Attack
  - Michael Jai White, amerykański aktor, reżyser, scenarzysta i producent filmowy, kaskader, mistrz sztuk walki
- 1968:
  - Ahmed Abdel-Qader, jordański piłkarz, trener
  - Agnieszka Fornal-Urban, polska szachistka
  - Ishtar, izraelska piosenkarka
  - Rujana Jeger, chorwacka pisarka, felietonistka
  - Tracy Morgan, amerykański aktor
  - Caroline Roose, belgijska działaczka społeczna, polityk
  - Agata Szustowicz, polska siatkarka
  - Florin Tene, rumuński piłkarz, bramkarz
- 1969:
  - Faustino Asprilla, kolumbijski piłkarz
  - Jens Lehmann, niemiecki piłkarz, bramkarz
  - Michał Pol, polski dziennikarz sportowy
  - Ellen Pompeo, amerykańska aktorka
- 1970:
  - Warren G, amerykański raper
  - Freddy Loix, belgijski kierowca rajdowy
  - Danny Nelissen, holenderski kolarz szosowy i torowy
  - Siergiej Owczinnikow, rosyjski piłkarz, bramkarz
  - Debora Serracchiani, włoska prawnik, polityk
  - Vince Vieluf, amerykański aktor
- 1971:
  - Mario Abdo Benítez, paragwajski polityk, prezydent Paragwaju
  - Big Pun, amerykański raper (zm. 2000)
  - Holly Black, amerykańska pisarka
  - Artur Francuz, polski podporucznik BOR (zm. 2010)
  - Walton Goggins, amerykański aktor, producent filmowy
  - Piotr Gruszka, polski piłkarz, trener
  - Magnus Johansson, szwedzki piłkarz
  - Christine Revault d’Allonnes-Bonnefoy, francuska działaczka samorządowa, polityk
  - Robert M. Rynkowski, polski pisarz, publicysta, teolog, urzędnik
  - Grzegorz Sapiński, polski samorządowiec, prezydent Kalisza
  - Kate Slatter, australijska wioślarka
- 1972:
  - Anna Bonna, polska aktorka
  - Jan Burda, polski dziennikarz radiowy (zm. 2002)
  - Dominique Daquin, francuski siatkarz
  - DJ Ashba, amerykański muzyk, autor tekstów, producent muzyczny, członek zespołów Guns N’ Roses i Sixx:A.M.
  - Tomasz Frischmann, polski samorządowiec, burmistrz Oławy
  - Piotr Łukawski, polski aktor
  - David Paetkau, kanadyjski aktor
  - Ralf Seekatz, niemiecki samorządowiec, polityk
  - Luigi Tarantino, włoski szablista
- 1973:
  - Miroslav Baranek, czeski piłkarz
  - Patrik Berger, czeski piłkarz
  - Gregory Haughton, jamajski lekkoatleta, sprinter
- 1974:
  - Alisa Camplin, australijska narciarka dowolna
  - Niko Hurme, fiński basista, członek zespołu Lordi
  - Micah Hyde, jamajski piłkarz, trener
  - La Paene Masara, indonezyjski bokser
  - Witalij Mychajłowski, ukraiński historyk, wykładowca akademicki
  - Igor Sypniewski, polski piłkarz (zm. 2022)
  - Artur Żurawik, polski prawnik, sędzia, wykładowca akademicki
- 1975:
  - Jim Adkins, amerykański gitarzysta, wokalista, założyciel zespołu Jimmy Eat World
  - Dušan Fabian, słowacki naukowiec, pisarz, publicysta
  - Takanobu Jūmonji, japoński kolarz torowy
  - Markko Märtin, estoński kierowca rajdowy
- 1976:
  - Rachael Dacy, australijska lekkoatletka, tyczkarka
  - Sergio González, hiszpański piłkarz, trener
  - Steffen Iversen, norweski piłkarz
  - Shefki Kuqi, fiński piłkarz pochodzenia kosowskiego
  - Marcin Letki, polski zapaśnik
  - Amy Mbacké Thiam, senegalska lekkoatletka, sprinterka
  - Waldemar Musioł, polski duchowny rzymskokatolicki, biskup pomocniczy opolski
  - John Thomas, amerykański koszykarz
- 1977:
  - Abdullah Jumaan Al-Dosari, saudyjski piłkarz
  - Micheil Aszwetia, gruziński piłkarz
  - Josh Barnett, amerykański zawodnik MMA
  - Chris Heinrich, amerykański koszykarz
  - Irina Kalentjewa, rosyjska kolarka górska
  - Fardin Masumi, irański zapaśnik
  - Nina Mercedez, amerykańska aktorka pornograficzna
  - Brittany Murphy, amerykańska aktorka (zm. 2009)
  - Erik Nevland, norweski piłkarz
  - Won Bin, południowokoreański aktor
- 1978:
  - Nadine Angerer, niemiecka piłkarka, bramkarka
  - Eve, amerykańska raperka
  - Ihor Łucenko, ukraiński dziennikarz, polityk
  - Drew McConnell, brytyjski basista, członek zespołu Babyshambles
  - David Paetkau, kanadyjski aktor
  - Bartosz Soćko, polski szachista
- 1979:
  - Erald Dervishi, albański szachista
  - Maciej Gołębiowski, polski aktor
  - Anthony Réveillère, francuski piłkarz
  - Ragnvald Soma, norweski piłkarz
  - Takashi Uchiyama, japoński bokser
- 1980:
  - Troy Bell, amerykański koszykarz
  - Wilhelm Denifl, austriacki narciarz alpejski
  - Anna Fojudzka, polska szachistka
  - Nicole Joraanstad, amerykańska curlerka
  - Andreas Prommegger, austriacki snowboardzista
- 1981:
  - Kristina Bader, niemiecka bobsleistka
  - Jason Dunham, amerykański kapral (zm. 2004)
  - Paul Kipsiele Koech, kenijski lekkoatleta, długodystansowiec
  - Philbert Mercéus, haitański piłkarz
  - Valentina Serena, włoska siatkarka
  - Miroslav Slepička, czeski piłkarz
- 1982:
  - Ruth Lorenzo, hiszpańska piosenkarka, aktorka
  - Heather Matarazzo, amerykańska aktorka
  - Moran Roth, izraelski koszykarz
  - Marcin Zacharzewski, polski aktor
- 1983:
  - Giorgi Cimakuridze, gruziński piłkarz
  - Beg Ferati, szwajcarski piłkarz pochodzenia kosowskiego
  - Marius Žaliūkas, litewski piłkarz (zm. 2020)
- 1984:
  - Ahmed Fathi, egipski piłkarz
  - Ludovic Obraniak, polsko-francuski piłkarz
  - Kendrick Perkins, amerykański koszykarz
  - Mikołaj Radwan, polski aktor
  - Magdalena Ufnal, polska sztangistka
  - Olga Zajcewa, rosyjska lekkoatletka, sprinterka i skoczkini w dal
- 1985:
  - Dagmara Bąk, polska aktorka
  - Aleksandar Kolarov, serbski piłkarz
  - Liu Zhongqing, chiński narciarz dowolny
  - Wu Minxia, chińska skoczkini do wody
- 1986:
  - Lucy Griffiths, brytyjska aktorka
  - Ilias Iliadis, grecki judoka pochodzenia gruzińskiego
  - Josh Peck, amerykański piosenkarz, aktor, komik
  - Agnieszka Piotrkowska, polska piłkarka ręczna
  - Samuel Wanjiru, kenijski lekkoatleta, długodystansowiec (zm. 2011)
- 1987:
  - D.J. Augustin, amerykański koszykarz
  - Ramón García, dominikański zapaśnik
  - Marek Mikita, polski lekkoatleta, skoczek w dal
  - Paulin Voavy, madagaskarski piłkarz
- 1988:
  - Massimo Coda, włoski piłkarz
  - Arafat Djako, tokijski piłkarz
  - Ashari Fajri, indonezyjski wspinacz sportowy
  - Anna Kornuta, ukraińska lekkoatletka, skoczkini w dal
  - Mie Bekker Lacota, duńska kolarka torowa i szosowa
  - Cazzi Opeia, szwedzka piosenkarka, autorka tekstów, kompozytorka
  - John Fredy Pajoy, kolumbijski piłkarz
- 1989:
  - Inha Oriechowa, ukraińsko-austriacka koszykarka
  - Daniel Adjei, ghański piłkarz, bramkarz
  - Taron Egerton, brytyjski aktor
  - Ana Fernández García, hiszpańska aktorka
  - Nikita Klukin, rosyjski hokeista (zm. 2011)
  - Adrian Nikci, szwajcarski piłkarz pochodzenia kosowskiego
  - Kjeld Nuis, holenderski łyżwiarz szybki
  - Lukáš Palyza, czeski koszykarz
  - Jacob Pullen, amerykański koszykarz
  - Martin Sinković, chorwacki wioślarz
  - Maja Škorić, serbska koszykarka
  - Mateusz Szostek, polski żużlowiec
- 1990:
  - Mireia Belmonte, hiszpańska pływaczka
  - Tuğçe Canıtez, turecka koszykarka
  - Zach Ertz, amerykański futbolista
  - Vanessa Ferrari, włoska gimnastyczka
  - Radosław Galant, polski hokeista
  - Aron Jóhannsson, amerykański piłkarz pochodzenia islandzkiego
  - Robert Primus, trynidadzki piłkarz
  - Kristina Vogel, niemiecka kolarka torowa
- 1991:
  - Florian Fuchs, niemiecki hokeista na trawie
  - Kasper Kusk, duński piłkarz
  - Carl Lindbom, fiński koszykarz
  - Elina Neczajewa, estońska piosenkarka pochodzenia rosyjskiego
  - Celeste Poma, włoska siatkarka
  - Tony Snell, amerykański koszykarz
- 1992:
  - Amina Belkadi, algierska judoczka
  - Haley Eckerman, amerykańska siatkarka
  - Micha Hancock, amerykańska siatkarka
  - Mattia Perin, włoski piłkarz, bramkarz
  - Ulrik Saltnes, norweski piłkarz
  - Maksim Waładźko, białoruski piłkarz
  - Rafał Wolski, polski piłkarz
  - Wilfried Zaha, iworyjski piłkarz
- 1993:
  - Robson Kato, brazylijski zapaśnik
  - Ján Krivák, słowacki piłkarz
  - Ben Malango, kongijski piłkarz
  - Srđan Mijailović, serbski piłkarz
  - Matej Mitrović, chorwacki piłkarz
- 1994:
  - Takuma Asano, japoński piłkarz
  - Kaan Ayhan, turecki piłkarz
  - Andre De Grasse, kanadyjski lekkoatleta sprinter
  - Zoey Deutch, amerykańska aktorka
  - Juan García Sancho, meksykański piłkarz
  - Luca Grünwald, niemiecki motocyklista wyścigowy
  - Alan Herndon, amerykański koszykarz
  - Michal Hubínek, czeski piłkarz
  - Óliver Torres, hiszpański piłkarz
  - Alicja Wójcik, polska siatkarka
  - Xeka, portugalski piłkarz
- 1995:
  - Nikolas Joanu, cypryjski piłkarz
  - Lotte Kopecky, belgijska kolarka torowa i szosowa
  - Maryna Kyłypko, ukraińska lekkoatletka, tyczkarka
  - Lucile Lefevre, francuska snowboardzistka
- 1996:
  - Michelle Andrade, ukraińsko-boliwijska piosenkarka, aktorka, prezenterka telewizyjna
  - Kim Hye-yoon, południowokoreańska aktorka
  - Monika Karkoszka, polska judoczka
  - Marie-Jade Lauriault, francuska łyżwiarka figurowa pochodzenia kanadyjskiego
  - Emily Nelson, brytyjska kolarka torowa
  - Dorottya Szilágyi, węgierska piłkarka wodna
- 1997:
  - Boris Babic, szwajcarski piłkarz pochodzenia serbskiego
  - Daniel James, walijski piłkarz
  - Marios Jeorjiu, cypryjski gimnastyk
  - Giovanna Scoccimarro, niemiecka judoczka pochodzenia włoskiego
  - Jurij Wakułko, ukraiński piłkarz
- 1998:
  - Byron Castillo, ekwadorski piłkarz
  - Łukasz Jarmuła, polski szachista
  - Patryk Kozłowski, polski lekkoatleta, średnio- i długodystansowiec
- 1999:
  - Nahuel Carabaña, andorski lekkoatleta, długodystansowiec
  - Michael Cimino, amerykański aktor
  - Puja Dadmarz, irański zapaśnik
  - Armand Duplantis, szwedzki lekkoatleta, tyczkarz pochodzenia amerykańskiego
  - Hugo Duro, hiszpański piłkarz
  - João Félix, portugalski piłkarz
  - Victor Kiplangat, ugandyjski lekkoatleta, długodystansowiec
  - Victaria Saxton, amerykańska koszykarka
  - Kiernan Shipka, amerykańska aktorka
- 2000:
  - Hubert Czerniawski, polski żużlowiec
  - Moussa Diarra, malijski piłkarz
  - Mackenzie Foy, amerykańska aktorka, modelka
  - Scotty Pippen, amerykański koszykarz
  - Moussa Sissako, malijski piłkarz
  - Oliver Sonne, peruwiański piłkarz pochodzenia duńskiego
- 2001 – Rok Jeroncić, włoski siatkarz pochodzenia słoweńskiego
- 2002:
  - Eduardo Camavinga, francuski piłkarz pochodzenia kongijsko-angolskiego
  - Ewen Costiou, francuski kolarz szosowy
- 2003 – Harun Hamid, pakistański piłkarz

## Zmarli
- 461 – Leon I Wielki, papież, święty (ur. ok. 390)
- 627 – Justus, biskup Rochesteru, arcybiskup Canterbury (ur. ?)
- 765 – Junnin, cesarz Japonii (ur. 733)
- 1003 – Pięciu Braci Męczenników:
  - Benedykt z Pereum, włoski mnich benedyktyński, święty (ur. ?)
  - Izaak, polski mnich benedyktyński, święty (ur. ?)
  - Jan z Wenecji, włoski mnich benedyktyński, święty (ur. ok. 940)
  - Krystyn, polski mnich benedyktyński, święty (ur. ok. 985)
  - Mateusz, polski mnich benedyktyński, święty (ur. ?)
- 1143 – Fulko V, hrabia Andegawenii i Maine, król Jerozolimy (ur. 1092)
- 1241 – Celestyn IV, papież (ur. ok. 1187)
- 1290 – Kalawun, mamelucki sułtan Egiptu (ur. 1222)
- 1347 – Hugh de Audley, angielski arystokrata, wojskowy (ur. 1289)
- 1437 – Stanisław Ciołek polski duchowny katolicki, biskup poznański, sekretarz królewski, podkanclerzy królewski (ur. 1382)
- 1444:
  - Giuliano Cesarini, włoski kardynał, legat papieski na Węgrzech (ur. 1398)
  - Spytek Jarosławski, polski szlachcic (ur. ?)
  - Paweł z Sienna, polski dworzanin, sekretarz królewski (ur. ok. 1410)
  - Władysław III Warneńczyk, król Polski i Węgier (ur. 1424)
- 1471 – Cristoforo Moro, doża Wenecji (ur. 1390)
- 1495 – Dorota Brandenburska, królowa szwedzka, duńska i norweska (ur. 1430)
- 1500 – Andre d’Espinay, francuski duchowny katolicki, arcybiskup Bordeaux i Lyonu, polityk (ur. 1451)
- 1502 – Jerzy Podiebradowicz, hrabia kłodzki, książę ziębicki i oleśnicki (ur. 1470)
- 1544 – Heinrich Rybisch, niemiecki patrycjusz, radny miejski Wrocławia (ur. 1485)
- 1542 – Felipe de Vigarny, hiszpański rzeźbiarz, architekt (ur. ok. 1475)
- 1549 – Paweł III, papież (ur. 1468)
- 1605 – Jerzy Schenking, kasztelan wendeński, ekonom dorpacki (ur. 1554)
- 1608 – Andrzej Avellino, włoski teatyn, święty (ur. 1521)
- 1624 – Henry Wriothesley, angielski arystokrata, mecenas sztuki (ur. 1573)
- 1644 – Luis Vélez de Guevara, hiszpański prozaik, dramaturg (ur. 1579)
- 1657 – Anders Bille, duński dowódca wojskowy (ur. 1600)
- 1665 – Samuel Capricornus, niemiecki kompozytor, kapelmistrz, nauczyciel (ur. 1628)
- 1673 – Michał Korybut Wiśniowiecki, król Polski (ur. 1640)
- 1675 – Leopoldo de’ Medici, włoski kardynał (ur. 1617)
- 1705 – Justina Siegmundin, niemiecka akuszerka-samouk (ur. 1636)
- 1732 – Adam Christian Thebesius, niemiecki anatom (ur. 1686)
- 1772 – Pedro Correia Garção, portugalski poeta (ur. 1724)
- 1779 – Joseph Hewes, amerykański polityk (ur. 1730)
- 1793 – Jean-Marie Roland, francuski rewolucjonista (ur. 1734)
- 1806 – Karol Wilhelm, książę Brunszwiku-Lüneburga i Brunszwiku-Wolfenbüttel-Bevern (ur. 1735)
- 1808 – Guy Carleton, brytyjski arystokrata, wojskowy, administrator kolonialny (ur. 1724)
- 1810 – George Legge, brytyjski arystokrata, polityk (ur. 1755)
- 1814 – Euzebiusz Słowacki, polski historyk i teoretyk literatury, dramatopisarz, ojciec Juliusza (ur. 1772 lub 73)
- 1834 – George Spencer, brytyjski arystokrata, polityk (ur. 1758)
- 1838 – Iwan Kotlarewski, ukraiński poeta, dramaturg (ur. 1769)
- 1842 – Aleksiej Kolcow, rosyjski poeta, kupiec (ur. 1809)
- 1843 – John Trumbull, amerykański malarz historyczny (ur. 1756)
- 1848:
  - Edward Jełowicki, polski pułkownik, uczestnik powstania listopadowego (ur. 1803)
  - Ibrahim Pasza, egipski generał, wicekról Egiptu (ur. 1789)
- 1851 – Jan Chodźko, polski prozaik, dramaturg, poeta, tłumacz (ur. 1777)
- 1852 – Gideon Mantell, brytyjski lekarz, geolog, paleontolog (ur. 1790)
- 1861:
  - Henri Mouhot, francuski przyrodnik, podróżnik (ur. 1826)
  - Isidore Geoffroy Saint-Hilaire, francuski zoolog, wykładowca akademicki (ur. 1805)
  - Moritz Schreber, niemiecki lekarz (ur. 1808)
- 1863 – Marcin Gregor, polski duchowny luterański, pedagog, pisarz religijny (ur. 1794)
- 1864:
  - Andrzej Edward Koźmian, polski literat, publicysta, działacz polityczny, kolekcjoner, bibliofil (ur. 1804)
  - Montagu Stopford, brytyjski arystokrata, wiceadmirał (ur. 1798)
- 1865:
  - Markus Mosse, polski lekarz, powstaniec wielkopolski pochodzenia żydowskiego (ur. 1808)
  - Henry Wirz, amerykański (konfederacki) kapitan pochodzenia szwajcarskiego (ur. 1823)
- 1866 – Charles Duveyrier, francuski adwokat, dramaturg (ur. 1803)
- 1871 – Maximilian Karl von Thurn und Taxis, niemiecki arystokrata (ur. 1802)
- 1873:
  - Louis Le Chatelier, francuski inżynier górnictwa (ur. 1815)
  - Robert Vernon Smith, brytyjski arystokrata, polityk (ur. 1800)
- 1876 – Karl Eichwald, rosyjski lekarz, zoolog, przyrodnik, podróżnik pochodzenia niemieckiego (ur. 1795)
- 1880 – Sabin Berthelot, francuski historyk, etnolog (ur. 1794)
- 1886 – Filipina Brzezińska, polska kompozytorka, pianistka (ur. 1800)
- 1887:
  - Lloyd J. Beall, amerykański oficer, kwatermistrz (ur. 1808)
  - Louis Lingg, niemiecki anarchista (ur. 1864)
- 1888 – Jonatan Warschauer, polski lekarz pochodzenia żydowskiego (ur. 1820)
- 1891 – Arthur Rimbaud, francuski poeta (ur. 1854)
- 1896 – Kazimierz Stronczyński, polski sfragistyk, paleograf, numizmatyk, badacz architektury, kolekcjoner, historyk, polityk (ur. 1809)
- 1900:
  - Armand David, francuski lazarysta, misjonarz, przyrodnik (ur. 1826)
  - Franz Xavier Machatius, niemiecki polityk, burmistrz Środy Śląskiej i Gniezna (ur. 1821)
- 1901 – Franciszek Wyspiański, polski rzeźbiarz, fotograf, ojciec Stanisława (ur. 1836)
- 1905 – Alfred Nicolas Rambaud, francuski historyk, bizantynolog, wykładowca akademicki, polityk (ur. 1842)
- 1907:
  - Charles Dancla, francuski skrzypek, kompozytor, pedagog (ur. 1817)
  - Louis E. McComas, amerykański prawnik, polityk (ur. 1846)
  - Alexander Zick, niemiecki malarz, ilustrator (ur. 1845)
- 1909:
  - Stanisław Ogurkowski, polski kompozytor, dyrygent, pedagog (ur. 1851)
  - Ludvig Schytte, duński kompozytor, pianista, pedagog (ur. 1848)
- 1910:
  - Paškal Buconjić, bośniacki duchowny katolicki, biskup ordynariusz mostarsko-duvnijski, nuncjusz apostolski (ur. 1834)
  - Ezechiel Rabinowicz, polski rabin (ur. 1864)
- 1911:
  - Sylwestr Hawryszkewycz, ukraiński architekt (ur. 1833/34)
  - Christian Lundeberg, szwedzki przemysłowiec, polityk, premier Szwecji (ur. 1842)
  - Félix Ziem, francuski malarz (ur. 1821)
- 1912:
  - Louis Cyr, kanadyjski siłacz (ur. 1863)
  - Octavian Smigelschi, rumuński malarz, ilustrator (ur. 1866)
- 1914 – Nils Christofer Dunér, szwedzki astronom (ur. 1839)
- 1915 – James Richardson Spensley, angielski piłkarz, trener, instruktor skautingu, lekarz (ur. 1867)
- 1917 – Thomas Simpson Sproule, kanadyjski polityk (ur. 1843)
- 1920 – Roman Eminowicz, polski podporucznik, student, poeta, krytyk literacki pochodzenia ormiańskiego (ur. 1900)
- 1921 – William Vincent Lucas, amerykański polityk (ur. 1835)
- 1922 – Jerzy Sawa-Sawicki, polski podpułkownik, działacz socjalistyczny i niepodległościowy (ur. 1886)
- 1924 – Archibald Geikie, szkocki geolog, wykładowca akademicki (ur. 1835)
- 1926 – Roman Negrusz, polski chemik, wykładowca akademicki (ur. 1874)
- 1928:
  - Jan Łoś, polski językoznawca, slawista, wykładowca akademicki (ur. 1860)
  - Aleksandr Triepow, rosyjski polityk, premier Rosji (ur. 1862)
- 1930 – Artur Cielecki-Zaremba, polski ziemianin, polityk (ur. 1850)
- 1931:
  - Leonid Blumenau, rosyjski neurolog, neuroanatom, wykładowca akademicki, poeta (ur. 1862)
  - Ernest Łuniński, polski historyk, prawnik, publicysta, wykładowca akademicki pochodzenia żydowskiego (ur. 1868)
  - Stanisław Wacławski, polski zapaśnik (ur. 1910)
- 1932 – Michał Rolle, polski dziennikarz, historyk, pisarz (ur. 1865)
- 1933:
  - Franciszek Kamocki, polski heraldyk, weksylolog (ur. 1871)
  - Władysław Pytlasiński, polski zapaśnik, trener (ur. 1863)
- 1934 – Emil Bursche, polski chirurg pochodzenia niemieckiego (ur. 1872)
- 1935 – Edward Shortt, brytyjski polityk (ur. 1862)
- 1936:
  - Louis-Gustave Binger, francuski wojskowy, odkrywca, badacz Afryki Zachodniej (ur. 1856)
  - Primo Gibelli, włoski pilot doświadczalny (ur. 1893)
- 1937:
  - Nikołaj Batałow, rosyjski aktor (ur. 1899)
  - Konstantyn (Diakow), rosyjski biskup prawosławny (ur. 1864)
  - Wincenta Jadwiga Jaroszewska, polska zakonnica, czcigodna Służebnica Boża (ur. 1900)
  - Teofan (Siemieniako), rosyjski biskup prawosławny (ur. 1879)
  - Tichon (Szarapow), rosyjski biskup prawosławny (ur. 1886)
- 1938:
  - Mustafa Kemal Atatürk, turecki wojskowy, polityk, premier i prezydent Turcji (ur. 1881)
  - Iwan Czukanow, radziecki polityk (ur. 1901)
  - Uładzimir Terauski, białoruski dyrygent, kompozytor, folklorysta, pedagog (ur. 1871)
- 1939:
  - Samuel Adalberg, polski historyk, folklorysta, wydawca pochodzenia żydowskiego (ur. 1868)
  - Charlotte Despard, sufrażystka, socjalistka, pacyfistka, aktywistka Sinn Féin i powieściopisarka (ur. 1844)
  - Bolesław Jaśkowski, polski duchowny katolicki, działacz narodowy (ur. 1884)
- 1940:
  - Key Pittman, amerykański polityk (ur. 1872)
  - Michael Staksrud, norweski łyżwiarz szybki (ur. 1908)
- 1941:
  - Franciszek Bardel, polski prawnik, adwokat, polityk, minister rolnictwa i dóbr państwowych (ur. 1869)
  - Grace Ingalls, amerykańska pionierka (ur. 1877)
  - Franciszek Kilian, polski duchowny katolicki, męczennik, Sługa Boży (ur. 1895)
- 1942:
  - Franciszek Gazda, polski fotograf (ur. 1893)
  - Viggo Langer, duński malarz (ur. 1860)
  - Michaił Rogow, radziecki polityk (ur. 1880)
- 1943 – Męczennicy z Lubeki:
  - Arminius Lange, niemiecki duchowny katolicki, męczennik, błogosławiony (ur. 1912)
  - Edward Muller, niemiecki duchowny katolicki, męczennik, błogosławiony (ur. 1911)
  - Jan Prassek, niemiecki duchowny katolicki, męczennik, błogosławiony (ur. 1911)
  - Karl Friedrich Stellbrink, niemiecki duchowny luterański (ur. 1894)
- 1944:
  - John Clemons, australijski prawnik, polityk (ur. 1862)
  - Friedrich-Werner Graf von der Schulenburg, niemiecki arystokrata, dyplomata, działacz antynazistowski (ur. 1876)
  - Wang Jingwei, chiński polityk (ur. 1883)
  - Juozas Zikaras, litewski rzeźbiarz medalier (ur. 1881)
- 1945:
  - Sekula Drljević, czarnogórski pisarz, prawnik, polityk (ur. 1884)
  - Adolf Eichler, niemiecki wydawca, propagandysta (ur. 1877)
  - Roger Adam Raczyński, polski hrabia, polityk, dyplomata (ur. 1889)
- 1946:
  - Lucia Mangano, włoska służąca, mistyczka, stygmatyczka (ur. 1896)
  - Louis Zutter, szwajcarski gimnastyk (ur. 1856)
- 1948:
  - Julius Curtius, niemiecki adwokat, polityk (ur. 1877)
  - Wiktor Gilewicz, polski kapitan łączności, żołnierz AK (ur. 1907)
  - Trygve Smith, norweski tenisista (ur. 1880)
- 1950 – Jakub Gąsienica Wawrytko, polski przewodnik tatrzański, ratownik górski (ur. 1862)
- 1951:
  - Władysław Derdacki, polski architekt (ur. 1882)
  - Walter Riggs, brytyjski żeglarz sportowy (ur. 1877)
- 1953 – Alphonse Wright, belgijski piłkarz (ur. 1887)
- 1954:
  - Giuseppe Bruno, włoski kardynał, wysoki urzędnik Kurii Rzymskiej (ur. 1875)
  - Hermanis Buduls, łotewski psychiatra, neurolog, wykładowca akademicki (ur. 1882)
- 1955 – Henri Quintric, francuski lekkoatleta, chodziarz (ur. 1897)
- 1956:
  - David Seymour, amerykański fotoreporter pochodzenia żydowskiego (ur. 1911)
  - Harry F. Sinclair, amerykański przemysłowiec (ur. 1876)
  - Victor Young, amerykański kompozytor muzyki filmowej (ur. 1901)
- 1957:
  - Colin Carruthers, brytyjski hokeista (ur. 1890)
  - Jewgienij Sepp, rosyjski neurolog, neuroanatom (ur. 1878)
- 1958:
  - Wanda Gertz, polska major (ur. 1896)
  - Charles Poulenard, francuski lekkoatleta, sprinter i średniodystansowiec (ur. 1885)
  - Harold Webster, kanadyjski lekkoatleta, długodystansowiec (ur. 1895)
- 1960 – Otto Nilsson, szwedzki lekkoatleta, oszczepnik (ur. 1879)
- 1962:
  - Julius Lenhart, austriacki gimnastyk (ur. 1875)
  - George Stewart, szkocki piłkarz (ur. 1882)
- 1963 – Otto Flake, niemiecki pisarz (ur. 1880)
- 1964:
  - Robert Gaupset, norweski zapaśnik (ur. 1906)
  - Pierre de Polignac, członek monakijskiej rodziny książęcej (ur. 1895)
- 1965:
  - Michał Blecharczyk, polski duchowny katolicki, biskup pomocniczy tarnowski (ur. 1905)
  - Aldo Nadi, włoski szermierz (ur. 1899)
- 1966:
  - Stefan Narębski, polski architekt (ur. 1892)
  - Evelyn Sears, amerykańska tenisistka (ur. 1875)
  - Siergiej Siwko, rosyjski bokser (ur. 1940)
- 1968 – Santos Iriarte, urugwajski piłkarz (ur. 1902)
- 1969:
  - Piotr Andruszkiewicz, polski porucznik (ur. 1893)
  - Jan Krauze, polski profesor maszynoznawstwa (ur. 1882)
  - Tadeusz Peiper, polski prozaik, poeta, krytyk literacki, eseista, tłumacz pochodzenia żydowskiego (ur. 1891)
- 1971 – Maria Likarz, niemiecka projektantka, graficzka (ur. 1893)
- 1972:
  - Bolesław Drewek, polski wioślarz (ur. 1903)
  - Michał Hakman, polski pułkownik, działacz komunistyczny pochodzenia żydowskiego (ur. 1906)
  - Iwan Mokrousow, radziecki szeregowy (ur. 1919)
  - Michał Patkaniowski, polski historyk prawa, wykładowca akademicki (ur. 1907)
  - Olga Żyzniewa, rosyjska aktorka (ur. 1899)
- 1973 – Leon Ulatowski, polski major piechoty (ur. 1889)
- 1974 – Günter von Drenkmann, niemiecki prawnik (ur. 1910)
- 1976:
  - Billy Arnold, amerykański kierowca wyścigowy (ur. 1905)
  - Wout Buitenweg, holenderski piłkarz (ur. 1893)
- 1977 – Aleksiej Żadow, radziecki generał armii (ur. 1901)
- 1978:
  - Theo Lingen, niemiecki aktor, reżyser filmowy, pisarz (ur. 1903)
  - Eugeniusz Strzeboński, polski ratownik górski, przewodnik i działacz turystyczny, taternik (ur. 1926)
- 1979:
  - Jewsiej Aleksiejew, radziecki podporucznik (ur. 1921)
  - Harry Hart, południowoafrykański lekkoatleta, kulomiot, dyskobol i oszczepnik (ur. 1905)
  - Mahmud an-Naszif, izraelski polityk pochodzenia arabskiego (ur. 1906)
  - Friedrich Torberg, austriacki pisarz, dziennikarz, krytyk literacki, tłumacz (ur. 1908)
- 1980 – Tadeusz Bilikiewicz, polski psychiatra, filozof i historyk medycyny (ur. 1901)
- 1981:
  - Kazimierz Dubowski, polski polityk, poseł na Sejm PRL (ur. 1912)
  - Abel Gance, francuski aktor, reżyser i producent filmowy (ur. 1889)
- 1982:
  - Leonid Breżniew, radziecki polityk, sekretarz generalny KPZR, przewodniczący Prezydium Rady Najwyższej ZSRR (ur. 1906)
  - Elio Petri, włoski reżyser i scenarzysta filmowy (ur. 1929)
  - Czesław Skoraczyński, polski piłkarz, hokeista (ur. 1911)
- 1983:
  - Jalu Kurek, polski prozaik, poeta (ur. 1904)
  - Franco Trincavelli, włoski wioślarz (ur. 1935)
- 1984:
  - Boris Kotow, rosyjski operator filmowy (ur. 1922)
  - Józef Nowara, polski szablista, trener (ur. 1945)
- 1985 – Olav Sunde, norweski lekkoatleta, oszczepnik (ur. 1903)
- 1987 – Seyni Kountché, nigerski generał, polityk, przewodniczący Najwyższej Rady Wojskowej (ur. 1931)
- 1988 – Gordon Richards, brytyjski dżokej (ur. 1904)
- 1989 – Peter Berglar, niemiecki lekarz, historyk (ur. 1919)
- 1990 – Çetin Zeybek, turecki piłkarz (ur. 1932)
- 1991:
  - Eva Bosáková, czeska gimnastyczka (ur. 1931)
  - Gunnar Gren, szwedzki piłkarz (ur. 1920)
  - Mirosław Romanowski, kanadyjski matematyk, metrolog pochodzenia polskiego (ur. 1901)
- 1992:
  - Chuck Connors, amerykański baseballista, koszykarz, aktor (ur. 1921)
  - Anatolij Kamniew, rosyjski bokser (ur. 1948)
  - Eskil Lundahl, szwedzki pływak (ur. 1905)
  - Henryk Szafrański, polski inżynier mechanik, polityk, poseł na Sejm PRL, członek Rady Państwa (ur. 1905)
- 1993:
  - Giovanni Marongiu, włoski prawnik, wykładowca akademicki, polityk (ur. 1929)
  - Wasilij Wasiljew, rosyjski piłkarz, trener (ur. 1927)
- 1994:
  - Renato Bizzozero, szwajcarski piłkarz, bramkarz (ur. 1912)
  - William Higinbotham, amerykański fizyk (ur. 1910)
  - Adam Johann, polski artysta fotograf, publicysta (ur. 1921)
  - Ija Lazari-Pawłowska, polska filozof, etyk, wykładowczyni akademicka (ur. 1921)
  - Carmen McRae, amerykańska wokalistka, pianistka jazzowa, kompozytorka (ur. 1922)
- 1995 – Ken Saro-Wiwa, nigeryjski pisarz (ur. 1941)
- 1996 – Yaki Kadafi, amerykański raper (ur. 1977)
- 1997:
  - Ivan Plintovič, słowacki literaturoznawca, wykładowca akademicki (ur. 1923)
  - Józef Wlekliński, polski rolnik, związkowiec, polityk, poseł na Sejm kontraktowy (ur. 1928)
- 1998:
  - Mary Millar, brytyjska aktorka, piosenkarka (ur. 1936)
  - Hal Newhouser, amerykański baseballista (ur. 1921)
- 1999:
  - Stasys Antanas Bačkis, litewski dyplomata, działacz emigracyjny (ur. 1906)
  - Robert Kramer, amerykański reżyser filmowy (ur. 1939)
- 2000:
  - Adamandios Andrutsopulos, grecki prawnik, polityk, premier Grecji (ur. 1919)
  - Jacques Chaban-Delmas, francuski polityk, premier Francji (ur. 1915)
- 2001:
  - Andrzej Baborski, polski ekonomista, wykładowca akademicki (ur. 1936)
  - Ken Kesey, amerykański pisarz (ur. 1935)
- 2002:
  - Michel Boisrond, francuski reżyser filmowy (ur. 1921)
  - Wasyl Lencyk, amerykański historyk, wykładowca akademicki pochodzenia ukraińskiego (ur. 1912)
- 2003:
  - Canaan Banana, zimbabweński polityk, prezydent Zimbabwe (ur. 1936)
  - Vasilije Šijaković, jugosłowiański piłkarz (ur. 1929)
  - Cyla Wiesenthal, austriacka tropicielka nazistowskich zbrodniarzy wojennych pochodzenia żydowskiego (ur. 1908)
- 2004 – Erna Rosenstein, polska malarka surrealistyczna, poetka pochodzenia żydowskiego (ur. 1913)
- 2005 – Władysław Heller, polski trener siatkówki, działacz sportowy (ur. 1936)
- 2006:
  - Maurice Floquet, francuski weteran I wojny światowej, superstulatek (ur. 1894)
  - Willy Knupp, niemiecki dziennikarz sportowy (ur. 1936)
  - Jack Palance, amerykański aktor pochodzenia ukraińskiego (ur. 1919)
  - Jack Williamson, amerykański pisarz science fiction (ur. 1908)
- 2007:
  - Laraine Day, amerykańska aktorka (ur. 1920)
  - Norman Mailer, amerykański prozaik, eseista, dziennikarz (ur. 1923)
- 2008 – Miriam Makeba, południowoafrykańska piosenkarka (ur. 1932)
- 2009:
  - Robert Enke, niemiecki piłkarz, bramkarz (ur. 1977)
  - John Allen Muhammad, amerykański seryjny morderca (ur. 1960)
- 2010:
  - Adam Czarnowski, polski dziennikarz, działacz turystyczny, krajoznawca, fotografik, kolekcjoner (ur. 1918)
  - Theo Doyer, holenderski hokeista na trawie (ur. 1955)
  - Jan Gross, polski pisarz, satyryk (ur. 1934)
  - Andreas Kirchner, niemiecki bobsleista (ur. 1953)
- 2011:
  - Irena Janosz-Biskupowa, polska historyk (ur. 1925)
  - Ivan Martin Jirous, czeski poeta, publicysta (ur. 1944)
  - Edward Kubisiowski, polski robotnik, działacz społeczny, działacz opozycji antykomunistycznej (ur. 1944)
- 2012:
  - Jerzy Dudyński, polski pułkownik nawigator, żołnierz AK, uczestnik powstania warszawskiego (ur. 1923)
  - Janusz Marciszewski, polski dziennikarz, publicysta, pisarz, kolekcjoner, działacz wędkarski (ur. 1914)
- 2014:
  - Marianne Alopaeus, fińska pisarka narodowości szwedzkiej (ur. 1918)
  - Tałgat Begeldinow, radziecki i kazachski generał major pilot (ur. 1922)
  - Tadeusz Cynkin, polski pułkownik, polityk, poseł na Sejm PRL (ur. 1920)
  - John Hans Krebs, amerykański polityk pochodzenia żydowskiego (ur. 1926)
  - Marek Sobczak, polski satyryk, felietonista, członek Kabaretu Klika (ur. 1953)
  - Ken Takakura, japoński aktor, piosenkarz (ur. 1931)
- 2015:
  - Gene Amdahl, amerykański informatyk (ur. 1922)
  - André Glucksmann, francuski filozof, pisarz (ur. 1937)
  - Johannes Pujasumarta, indonezyjski duchowny katolicki, biskup Bandung, arcybiskup Semarang (ur. 1949)
  - Jacek Natanson, polski pisarz, dziennikarz (ur. 1948)
  - Klaus Roth, brytyjski matematyk, wykładowca akademicki pochodzenia żydowskiego (ur. 1925)
  - Helmut Schmidt, niemiecki polityk, kanclerz Niemiec (ur. 1918)
  - Michael Wright, amerykański koszykarz (ur. 1980)
- 2016:
  - Jerzy Cnota, polski aktor (ur. 1942)
  - Jan Motyl, polski zapaśnik (ur. 1934)
- 2017:
  - Bernhard Eckstein, niemiecki kolarz szosowy (ur. 1935)
  - Ray Lovelock, włoski aktor, piosenkarz, kompozytor (ur. 1950)
- 2018:
  - Raffaele Baldassarre, włoski prawnik, samorządowiec, polityk, eurodeputowany (ur. 1956)
  - Zdzisław Popławski, polski koszykarz (ur. 1928)
- 2019:
  - Jan Byrczek, polski kontrabasista jazzowy (ur. 1936)
  - Lothar Dziwoki, polski muzyk jazzowy, aranżer, wokalista, pedagog (ur. 1942)
  - István Szívós, węgierski piłkarz wodny (ur. 1948)
- 2020:
  - Dino Da Costa, brazylijski piłkarz (ur. 1931)
  - Jerzy Derkacz, polski laryngolog, polityk, senator RP (ur. 1950)
  - Tom Heinsohn, amerykański koszykarz (ur. 1934)
  - Jordi Llopart, hiszpański lekkoatleta, chodziarz (ur. 1952)
  - Günther Pfaff, austriacki kajakarz (ur. 1939)
  - Amadou Toumani Touré, malijski wojskowy, polityk, prezydent Mali (ur. 1948)
  - Sa’ib Urajkat, palestyński polityk, dyplomata, sekretarz generalny Frontu Wyzwolenia Palestyny (ur. 1955)
  - Tony Waiters, angielski piłkarz, trener (ur. 1937)
  - Sven Wollter, szwedzki aktor (ur. 1934)
- 2021:
  - Håkon Øverby, norweski zapaśnik (ur. 1941)
  - Miroslav Žbirka, słowacki piosenkarz, kompozytor, autor tekstów (ur. 1952)
- 2022:
  - Zbigniew Cieślar, polski kierowca i pilot rajdowy (ur. 1971)
  - Kevin Conroy, amerykański aktor (ur. 1955)
  - Juan Carlos Orellana, chilijski piłkarz (ur. 1955)
  - Walter Schröder, niemiecki wioślarz (ur. 1932)
- 2023:
  - Danilo Astori, urugwajski ekonomista, polityk, minister gospodarki i finansów, wiceprezydent (ur. 1940)
  - John Bailey, amerykański operator filmowy (ur. 1942)
  - Spiros Fokas, grecki aktor (ur. 1937)
  - Pavel Kantorek, czeski lekkoatleta, długodystansowiec, maratończyk (ur. 1930)
  - Marcel Schlechter, luksemburski związkowiec, polityk, minister transportu, energii i robót publicznych, eurodeputowany (ur. 1928)
- 2024:
  - Barbara Aland, niemiecka teolożka, biblistka, wykładowczyni akademicka (ur. 1937)
  - Timothy J. Crow, brytyjski psychiatra (ur. 1938)
  - Józef Lipiec, polski filozof (ur. 1942)
  - Dallas Long, amerykański lekkoatleta, kulomiot (ur. 1940)
  - Andrzej Szromnik, polski ekonomista, profesor nauk ekonomicznych (ur. 1948)
  - Wojciech Zieliński, polski chemik, profesor nauk technicznych, nauczyciel akademicki (ur. 1938)